# Evolution (álbum de Journey)
Evolution es el quinto álbum de Journey, editado en abril de 1979 por Columbia Records.
Fue producido por Roy Thomas Baker, asiduo colaborador de Queen, e incluyó el hit-single "Lovin', Touchin', Squeezin'".
El previo batería Aynsley Dunbar fue reemplazado aquí por Steve Smith.

## Canciones
1. "Majestic" (Perry/Schon) – 1:16
2. "Too Late" (Perry/Schon) – 2:58
3. "Lovin', Touchin', Squeezin'" (Perry) – 3:54
4. "City of the Angels" (Perry/Rolie/Schon) – 3:12
5. "When You're Alone (It Ain't Easy)" (Perry/Schon) – 3:10
6. "Sweet and Simple" (Perry) – 4:13
7. "Lovin' You Is Easy" (Errico/Perry/Schon) – 3:37
8. "Just the Same Way" (Rolie/Schon/Valory) – 3:17
9. "Do You Recall" (Perry/Rolie) – 3:13
10. "Daydream" (Perry/Rolie/Schon/Valory) – 4:41
11. "Lady Luck" (Perry/Schon/Valory) – 3:35

## Personal
- Steve Perry - voz
- Neal Schon - guitarras, teclados, voz
- Gregg Rolie - teclados, voz
- Ross Valory - bajo, sintetizadores, voz
- Steve Smith - batería